# Gerard Manley Hopkins
Gerard Manley Hopkins S.J. (28 de julio de 1844; Stratford, Londres - 8 de junio de 1889; Dublín, Irlanda) fue un sacerdote jesuita y poeta británico.
Su obra literaria, de marcado carácter innovador y en la que se aprecian inspiraciones del prerrafaelismo y del Movimiento de Oxford de la época victoriana, introdujo nuevos recursos estilísticos e innovadoras estructuras métricas como el sprung rhythm, el Caudate sonnet (soneto caudado) o el Curtal sonnet (soneto truncado). A pesar de que, durante su vida, esta fue escasamente publicada y accesible solamente a un público minoritario, influyó posteriormente en un número creciente de autores de literatura inglesa del siglo XX como Ivor Gurney, Wystan Hugh Auden, Arthur Waley y el Premio Nobel de Literatura, Thomas Stearns Eliot. Influyó asimismo también en extranjeros, como por ejemplo el francés Pierre Emmanuel o el español Ángel Martínez Baigorri.
Su talento y sensibilidad artística le permitieron también abordar la pintura y la música, siendo compositor de varias canciones sobre la base de poemas propios que también han sido empleados en obras de autores como Benjamin Britten, Michael Tippett o Samuel Barber.
En su recuerdo, la comunidad The Irish Hopkins Society celebra anualmente cada mes de julio desde su constitución en 1987, el festival de arte The Gerard Manley Hopkins International Summer School, en la localidad irlandesa de Monasterivin.

## Vida

### Familia y primeros años

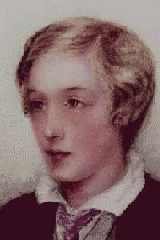
Gerard Manley Hopkins cuando joven.

Gerard Manley Hopkins nació en una familia de fuerte carácter religioso e interesada en el arte. Era hijo de un agente de seguros, Manley Hopkins, y de Catherine, siendo el mayor de ocho hermanos. Cuando cumplió 8 años, él y su familia se mudaron a Hampstead, en Londres. Recibió cierta influencia de su propio padre, quien había publicado un libro de poesía el año anterior a su nacimiento, dedicándolo a Thomas Hood. Dos de sus hermanos se convirtieron en pintores de profesión, y el propio Manley Hopkins quería en un principio ser pintor y poeta, siguiendo el ejemplo del poeta, ilustrador, pintor y traductor inglés, aunque de origen italiano, Dante Gabriel Rossetti. Desde sus primeros años escolares Hopkins ya mostró su sensibilidad y talento para la poesía, ganando incluso un premio poético.

### Estudios, cargos y sexualidad
Su formación comenzó, desde 1854 hasta 1863, en la prestigiosa escuela pública Highgate School, situada al norte de Londres, donde ganó un premio poético gracias a uno de sus primeros poemas, titulado The Escorial. Tras una beca de estudios que le fue concedida, ingresó en el Balliol College de la Universidad de Oxford. Entre sus maestros se encontraban Walter Pater y Benjamín Jowett, de quienes recibiría una gran influencia. En esta época leería mucho las teorías de John Ruskin y la poesía de Christina Rossetti y George Herbert, lo que influyó mucho en él.
Durante sus estudios en el Balliol comenzó a darse a conocer como un poeta prolífico y un hombre sociable, pero parece que se alarmó con los cambios experimentados en su conducta, y se volvió más reconcentrado, detallando sus «pecados» en su diario personal. Encontró particularmente difícil aceptar su sexualidad. Por ello trató de ejercer un férreo control sobre sus impulsos homoeróticos, sobre todo después de convertirse en seguidor de Henry Parry Liddon y de Edward Bouverie Pusey, el último bastión del Movimiento de Oxford.
Entabló una amistad con Robert Bridges que duraría hasta su muerte. Bridges sería el principal difusor de su obra. Tras su graduación en 1867, que acabó obteniendo las mejores calificaciones en su estudio por los clásicos y ganó un primer premio tras realizar los exámenes conocidos como Greats (se trata de un estudio sobre historia de la Antigua Roma y del Siglo de Pericles, y de la filosofía antigua y moderna), John Henry Newman le ofreció una plaza de profesor en Birmingham. Sin embargo, al año siguiente decidió convertirse en sacerdote, después de visitar Suiza, un país donde la Compañía de Jesús estaba proscrita.
Además hizo cuatro años de estudios de Teología en el norte de Gales, en el Centro de San Beuno, de 1874 a 1877, donde aprendería el idioma galés. Al acabar su carrera fue ordenado sacerdote. Enseñó latín y griego en Stonyhurst College, una escuela pública jesuita católica de Inglaterra y, unos años antes de morir, en 1884, se convirtió en catedrático de latín de la Universidad de Dublín.

### Religión
Fue educado en una familia perteneciente a la Iglesia anglicana y de carácter muy religioso. Sin embargo, durante su estancia en la Universidad de Oxford recibió una fuerte influencia del Movimiento de Oxford, lo que supuso que Hopkins se convirtiera al catolicismo en el año 1866. Dos años más tarde ingresó en la Compañía de Jesús y decidió quemar su obra más reciente, declarando que escribir no pertenecía a su profesión. De todas formas, volvería a escribir poesía unos siete u ocho años después. Cuando fue ordenado sacerdote, ejerció como tal en diferentes ciudades inglesas como Londres, Chesterfield, Oxford y Liverpool.

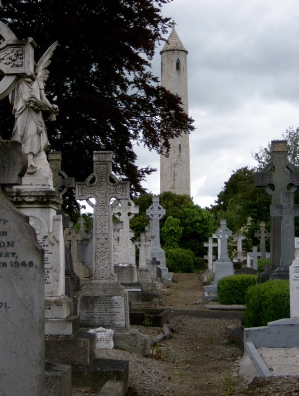
Cementerio de Glasnevin.

### Muerte
Llegó a Irlanda en el año 1884, justo cuatro años antes de fallecer, para enseñar las lenguas sabias (latín y griego) en la Universidad de Dublín. Allí hizo muchos amigos y visitó en varias ocasiones Monasterevin, una ciudad del Condado de Kildare, al suroeste del Condado de Dublín. Sin embargo, contrajo la fiebre tifoidea y el 8 de junio de 1889 falleció. Las últimas palabras que pronunció fueron: I'm so happy, I'm so happy (Soy tan feliz, soy tan feliz). Gerard Manley Hopkins fue enterrado en el Cementerio de Glasnevin, el principal cementerio católico de Dublín, Irlanda. Su madre falleció 36 años más tarde, a la edad de 99 años, en 1920.

## Obra

### Sus escritos
- The Wreck of the Deutschland/ El naufragio del Deutschland

Después de haber escrito poesía desde pequeño y tras haber ganado algunos premios durante su juventud, compuso su primera gran obra en el año 1876, The Wreck of the Deutschland (El naufragio del Deutschland). La dedicatoria de Hopkins es la siguiente:
«To the happy memory of five Franciscan Nuns exiles by the Falk Laws drowned between midnight and morning of Dec. 7th. 1875»
Hopkins quedó impresionado por la catástrofe naval del Deutschland ocurrido el día 5 de diciembre del año anterior: murieron 157 personas, de las cuales cinco eran monjas franciscanas que se habían exiliado y marchado de Alemania por la legislación que se estaba llevando a cabo en contra de la Iglesia católica. El poema fue rechazado por el diario jesuita The Month por considerarlo demasiado difícil de entender para los lectores.
- Terrible Sonnets/ Sonetos Terribles

Fue durante su estancia en Irlanda cuando escribiría sus Sonetos Terribles (también llamados Dark Sonnets/ Sonetos oscuros o Sonnets of Desolation/Sonetos de la Desolación), conocidos con este nombre a causa de la desazón espiritual que refleja Hopkins en ellos. Se produce un conflicto entre la vocación religiosa del autor y su atracción por el mundo natural y de los sentidos. El primero de ellos está datado de 1885 y se titula Carrion Comfort.

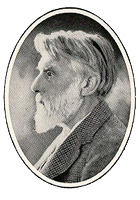
Robert Bridges.

### Publicaciones y reconocimiento
Apenas publicó unos pocos poemas en vida: el reconocimiento de Gerard Manley Hopkins como poeta y estudioso se basaba exclusivamente en algunos premios que ganó durante su juventud y el que le demostraron profesores y amigos íntimos, como Canon Dixon (Richard Watson Dixon), Coventry Patmore o Robert Bridges (también conocido poeta inglés), que eran los únicos que habían leído y apreciado sus poemas.
Tras la muerte de Hopkins, fue Bridges quien guardó sus manuscritos. Gracias a ello, cuatro o cinco años más tarde se decidió a ir publicando algunos poemas de su amigo en diversas antologías, aunque no sería hasta 1918 cuando Bridges publicaría un libro que recogía casi la obra poética completa. Es a partir de ese año que Gerard Manley Hopkins comenzaría a obtener un lento reconocimiento que a lo largo del siglo XX se reforzaría con varias ediciones y publicaciones de sus escritos, incluyendo sermones, diarios y la correspondencia que mantuvo con sus amigos. La mayor colección de los poemas de Hopkins se encuentran en Hopkins House en la Universidad de Gonzaga en Spokane, Washington, EE. UU.

### Traducciones y biografía en castellano
Entre los traductores al español de Gerard Manley Hopkins, se encuentran José Julio Cabanillas, licenciado en Historia, cuyas traducciones están en su libro Poemas del año 2003; José Antonio Muñoz Rojas, poeta español; Carlos Pujol, poeta y novelista español, en Poesía (2000); José Ángel Valente, que recoge algunas traducciones de poemas de Hopkins en su libro Cuaderno de versiones del año 2002; Alberto Girri, poeta argentino, cuyas traducciones fueron publicadas en Versiones en 1984, y el poeta español Antonio Rivero Taravillo, en su volumen El mar y la alondra (2011). La antología más reciente es la que forma parte de la primera biografía de Hopkins en castellano, El ceño radiante: Vida y poesía de Gerard Manley Hopkins (2015), de Neil Davidson. El poema Pied Beauty, considerado por George Steiner el más difícil de traducir, fue traducido al francés por Pierre Leyris en 1980 y al español por José Guillermo García-Valdecasas y el Marqués de Tamarón en 1987. En 1958, Ángel Martínez Baigorri traduce en México el Halcón del viento (Librería de Manuel Porrúa).

## Estilo

### Uso del lenguaje
Sus imágenes pueden resultar simples, como en Heaven-Haven, donde se compara una monja entrando a un convento con un barco atracando en un puerto después de una tormenta. Pero también pueden ser enormemente metafísicas e intrincadas, como sucede en As Kingfishers Catch Fire, donde salta de una a otra mostrando cómo cada cosa expresa su propia sustancia, y cómo se refleja la idea de divinidad a través de todas las cosas.
Hopkins utiliza gran cantidad de arcaísmos e incluye vocablos dialectales, aunque también crea neologismos: un ejemplo de ello es twindles, que se puede interpretar por el contexto en el poema Inversnaid como una combinación de twines y dindles. También suele crear adjetivos compuestos, algunas veces con un patrón (es el caso de "dapple-dawn-drawn falcon"), pero más habitualmente por libre, como es el caso de "rolling level underneath him steady air".
Algunos de sus poemas, tales como The Bugler's First Communion y Epithalamion, contienen un trasunto erótico homosexual. Por ello, Hopkins ha sido vinculado a los poetas del movimiento uraniano, cuya poesía se deriva de los escritos en prosa de Walter Pater. Pater fue el tutor de Hopkins en sus preparativos para los exámenes Greats, convirtiéndose luego en un gran amigo suyo.
Otra poderosa influencia en su obra fue la lengua galesa que aprendió mientras estudiaba Teología en el St. Beuno's College, en el norte de Gales. Las formas poéticas de la literatura galesa y sobre todo la cynghanned (literariamente, se refiere a armonía en lengua galesa) con su énfasis en la repetición de sonidos concordaban con su propio estilo y se convirtieron en una particularidad importante dentro de su obra. Este uso frecuente de palabras homófonas con significados similares implica que sus poemas se entienden mejor si son recitados en voz alta. Un elemento importante de su obra es su propio concepto de inscape, que proviene del teólogo medieval Duns Scoto.
- Inscape: El concepto exacto de "inscape" no está claro y sólo lo entendería Hopkins en su totalidad, pero tiene que ver con la esencia individual y la singularidad de cada cosa material. Es comunicado desde la cosa por su instress y asegura la difusión de la importancia del objeto en la creación. Inscape podría traducirse como esencia, singularidad. El instress es aquello que transmite esa esencia hacia quien la observa.

### Sprung Rhythm
El llamado sprung rhythm es el nombre dado por Gerard Manley Hopkins a una nueva estructura en los versos de sus poemas. Antes de él, la mayoría de la poesía medieval, renacentista y barroca en inglés heredaba las antiguas estructuras de la poesía normanda, basada en repeticiones de grupos de dos o tres sílabas con la sílaba tónica siempre en el mismo tiempo de cada repetición. Hopkins denominó a esta estructura métrica running rhythm, y los primeros versos los escribió de esta forma, antes de quedar fascinado por la métrica típica anglosajona, de la que Beowulf es el máximo exponente. El sprung rhythm se traduciría como ritmo brusco, ritmo sacudido, ritmo saltado o saltarín. La poesía basada en el sprung rhythm de Hopkins consiste en un ritmo plenamente acentual, donde no depende del número de sílabas de las palabras, sino del acento. Así, los pies no deben tener más de una sílaba fuerte, aunque sí puede haber varias débiles. En varios poemas con sprung rhythm, se puede observar que poseen muchas rimas internas, monosílabos, eliminación de conjunciones y aliteraciones de frases. Con ello Hopkins pretendía conseguir una imitación del habla natural: algunos autores posteriores, como Rubén Darío o Arthur Waley, escribieron algún que otro poema basado en esta técnica. El siguiente es un ejemplo de poema con sprung rhythm:

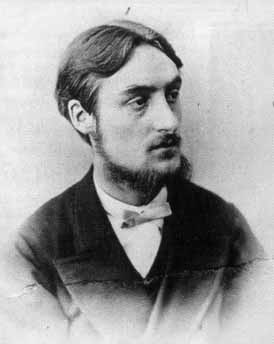
Gerard Manley Hopkins a la edad de 30 años, 1874.

What Being in Rank-Old Nature
What being in rank-old nature should earlier have that breath been 
That hére pérsonal tells off these heart-song powerful peals?—
A bush-browed, beetle-brówed bíllow is it? 
With a soúth-wésterly wínd blústering, with a tide rolls reels
Of crumbling, fore-foundering, thundering all-surfy seas in; seen
Únderneath, their glassy barrel, of a fairy green.
.......
Or a jaunting vaunting vaulting assaulting trumpet telling
Gerard Manley Hopkins 

Los acentos añadidos tienen la función de marcar las sílabas fuertes de la frase en caso de duda, o de denotar un énfasis especial. Gracias a esto Hopkins alcanza un ritmo musical capaz de imitar el lenguaje hablado por escrito. Comentaría a su amigo Richard Dixon que "la palabra sprung que uso para este ritmo significa algo así como ‘abrupto’ y en estricto rigor se aplica solamente donde un acento sigue directamente a otro sin que medie otra sílaba", efecto que se aprecia en el antepenúltimo verso de la traducción del poema Spring and Fall que sigue, donde también las palabras compuestas del octavo verso, y la rima idiosincrásica del tercero y cuarto, reflejan la práctica de Hopkins:

Brote y caída
Margaret, ¿te acongojas
Por Sotodeoro quedado sin hojas?
¿Deshojes, como lo mortal, en
Tu fresca mente lloro valen?
¡Ah! el corazón envejecido
Ve tales cosas sin quejido
En su deshora, ni añora
Mundos-muda de hojaotrora,
Pero aún, y ya a sabiendas, llora.
No cambia, niña (no importa el nombre),
El brote del pesar del hombre.
Ni en mente, no, ni en boca cupo
Lo que oyó álma, ójo súpo:
El de todos es tu flagelo;
Es por Margaret tu duelo.

El estilo de Hopkins se entronca con el de Robinson Jeffers y sus rolling stresses, que veía su nuevo estilo como una manera de escapar de la métrica tradicional del running rhythm, que consideraba "adocenada". Su poesía parece influida por las corrientes contemporáneas como el Prerrafaelismo y el Neorromanticismo, aunque su amor por la naturaleza lo acerca también al Modernismo, convirtiéndole incluso en una especie de puente entre eras poéticas.

### Curtal sonnet y Caudate sonnet
El Curtal sonnet es una forma poética inventada por el propio Hopkins, que utiliza en tres de sus poemas. Al castellano podría traducirse como soneto truncado.
Se trata de un soneto compuesto por once líneas (o más bien, diez líneas y media), aunque su forma consiste precisamente en 3/4 de la estructura de un soneto de Petrarca contraído (reducido) proporcionalmente, de manera que la octava (yuxtaposición de dos cuartetos) se convierte en un sexteto (dos tercetos con forma CDE) y el sexteto se convierte en un cuarteto con una "coda" al final que se traduce en media línea más. Los primeros ocho versos de un soneto petrarquista se reducen a los seis primeros versos de un soneto quebrado y los últimos seis versos se transforman en un cuarteto con coda de un soneto quebrado.
Hopkins describe el último verso como "medio verso", aunque realmente puede menor que la mitad de un verso normal del Sprung rhythm. Hopkins relaciona matemáticamente el soneto petrarquista con el truncado: si el primero se puede describir como 8 + 6 = 14 versos, el truncado puede verse como:
{\displaystyle {12 \over 2}+{9 \over 2}={21 \over 2}=10{1 \over 2}}.
En cuanto a la rima, ésta sigue el esquema abcabc dcbdc o abcabc dbcdc. La descripción por parte de Hopkins de su estilo proviene de sus Poemas (1876-1889). La crítica parece estar de acuerdo en que el soneto truncado no constituye una novedad en la interpretación de los sonetos tan grande como su autor entendió. Según Elisabeth Schneider, el soneto truncado revela el interés de Hopkins en la dimensión matemática de sus sonetos.
El Caudate sonnet (soneto caudado), por su parte, es una expansión del soneto tradicional. Se construye con 14 versos en la forma estándar de soneto, seguidos por una coda. Hopkins usó ese estilo de una forma menos satírica en su That nature is a heraclitean fire. Este poema es uno de los muchos en los que el poeta experimenta con variaciones del soneto tradicional. Así, su soneto caudado es un soneto entero sin modificación pero con seis versos adicionales. Hopkins amplifica el efecto de la extensión mediante un encabalgamiento entre los versos 14 y 15.

## Influencias
En sus primeros escritos se puede ver la influencia heredada de sus lecturas de la poesía del poeta británico John Keats durante sus años escolares. Más tarde, durante su estancia en la Universidad de Oxford, obtuvo un gran reconocimiento por parte del reputado profesor del Balliol, Benjamín Jowett, por su estudio del griego, que le procuró una carrera como académico de griego. Fue en esta época cuando ejercieron sobre Hopkins dos claras influencias:

### Prerrafaelismo y el Movimiento de Oxford
La primera fue del movimiento inglés conocido como Prerrafaelismo, gracias a su tutor Walter Pater, cuya meta era expresar sentimientos auténticos y sinceros a través de la pintura, la escultura y la poesía tomando como base la Naturaleza. Con este influjo, Hopkins obtiene una percepción de la belleza como algo puro e ideal.

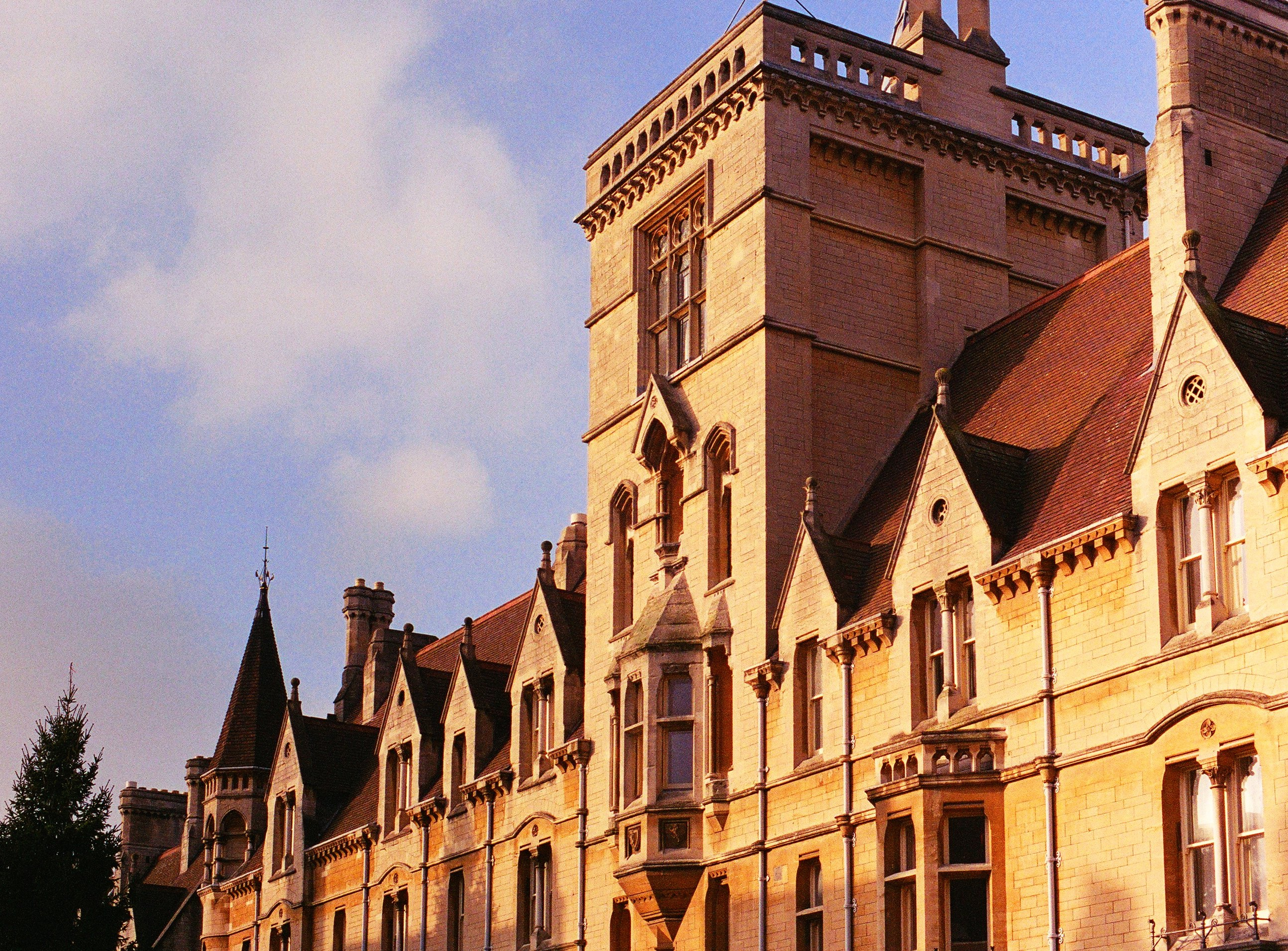
Balliol College, Universidad de Oxford.

La otra gran influencia le vino dada por el Movimiento de Oxford, que propugnaba una renovación de la Iglesia Anglicana. Entre sus principales líderes se encuentran, entre otros, Edward Bouverie Pusey, John Henry Newman (más tarde nombrado cardenal), John Keble y Richard Hurrell Froude. La consecuencia más significativa que tuvo fue que muchos partidarios del Movimiento de Oxford se convirtieran al Catolicismo, entre ellos, Gerard Manley Hopkins en 1866, siguiendo los pasos de Newman.

## Erotismo en Hopkins: Digby Mackworth Dolben
Por otra parte, encontramos cierto erotismo en Hopkins. Los impulsos sensuales ocultos por Hopkins desempeñaron un papel importante en sus escritos. Dichos impulsos parecen haber adoptado un grado característico después de que Robert Bridges le presentara, en el año 1865, a su primo lejano, amigo y camarada, Digby Mackworth Dolben, ya que Hopkins se sintió atraído por el joven uranista, cuya poesía representaba a Cristo como un amante pederasta y su muerte como una consumación de la relación.
Uno de los biógrafos de Hopkins, Robert Bernard Martin, afirma que el encuentro con Dolben (que se produjo cuando este cumplía 17 años) «fue, de forma bastante simple, el acontecimiento emocional más trascendental de sus años como estudiante, probablemente de su vida entera». «Hopkins se encaprichó totalmente de Dolben, que era cuatro años menor, y el diario de aquel prueba hasta qué punto lo torturaban sus impulsos eróticos hacia Dolben, difícilmente reprimidos».
Se insinuó a Dolben a través de la correspondencia que mantuvieron, escribiendo sobre él en su diario y componiendo dos poemas sobre la juventud, Where art thou friend y The Beginning of the End.
Robert Bridges, que editó la primera colección de los poemas de Dolben así como los de Hopkins, advirtió que el segundo poema «nunca debía imprimirse», aunque acabó incluyéndolo en la primera edición de 1918. Otro indicio que muestra sus sentimientos hacia este joven se encuentra en el hecho de que su confesor le prohibió a Hopkins tener algún tipo de contacto con Dolben, excepto por carta.
Su relación se truncó con la muerte de Dolben en junio de 1867, un hecho del que Hopkins nunca se recuperó del todo: «Irónicamente, el destino otorgó a Hopkins una mejor posición de lo que podría haberlo hecho si Dolben hubiera vivido largamente... muchos de los mejores poemas de Hopkins están teñidos con un matiz elegíaco por la pérdida de su amado y su musa Dolben».

## Autores en los que Hopkins influyó después de su muerte
Uno de los primeros que admitió haber recibido influencias de Hopkins en su obra fue Ivor Gurney, compositor y poeta inglés. Por su parte, el académico francés Pierre Emmanuel fue extensamente influido por la obra literaria de Friedrich Hölderlin, Thomas Hardy y Hopkins. A este último le dedicó un poema (extraído de su libro Orphiques):
| À Gerard Manley Hopkins | A Gerard Manley Hopkins |
| --- | --- |
| Console, ô Mort, mon cœur sans ombre et seul, soleil profond, frappant d'aplomb la chair. Ah la chère Ombre morte, victime enfin de cette faim, ce fol ennui qui tue la Nuit et tourne et luit et roule là! Le gouffre et la roue rayonnante, le sang silencieux, qui s'ouvre, et, Ciel! j'entends le sourd écho des coups qui sapent l'âme… Oh tremble, tremble corps creusé par le sang et qui ruses, sentant sans cesse t'ébranler le bélier… Ce bruit lourd par l'oubli engourdi, mais qui reprend, prolonge la peur, devient panique et dur, atteint l'azur, faisant crouler le jour dans le sang, et le sang dans l'absence… Et les tours, les tombes et les temples tombés, les monts rasés, le monde las, contemple ô Mort! la cendre d'or de l'étendue, l'encens. | Consuela, oh Muerte, mi corazón sin sombra y solo, sol profundo, golpeando a plomo la carne. ¡Ah la querida Sombra muerta, víctima al fin de esta hambre, ese loco aburrimiento que mata la noche y gira y brilla y rueda allí! El pozo y la rueda radiante, la sangre silenciosa, que se abre, y, ¡Cielo! oigo el sordo eco de los golpes que minan el alma... Oh tiembla, tiembla cuerpo cavado por la sangre y que obras con astucia, sintiendo sin cesar sacurdirte el ariete... Ese ruido pesado que el olvido aletarga, pero que reanuda, prolonga el miedo, se vuelve pánico y duro, alcanza el firmamento, haciendo aplastar el día en la sangre, y la sangre en la ausencia...Y las torres, las tumbas y los templos caídos, los montes, el mundo cansado, contemplan ¡Oh Muerte! la ceniza de oro de la amplitud, el incienso. |
Otro de los autores del siglo XX que se vieron realmente influidos por Hopkins fue el poeta y ensayista inglés nacionalizado estadounidense W.H. Auden.
También es indudable la que ejerció en T.S. Eliot y su generación, al igual que podemos ver el influjo sobre Arthur Waley, el cual desarrollaría el llamado sprung rhythm (ritmo brusco o ritmo saltado) creado por Hopkins. Asimismo, tuvo cierta importancia en la evolución en otros poetas como Seamus Heaney, Ezra Pound y John Berryman.
Walter J. Ong, por su parte, hizo unas aportaciones personales sobre la literatura de Hopkins en un libro denominado Hopkins, the Self, and God; y una tesis sobre el sprung rhythm anteriormente citado en la poesía del autor inglés, titulado An Ong Reader.

## Gerard Manley Hopkins y la música

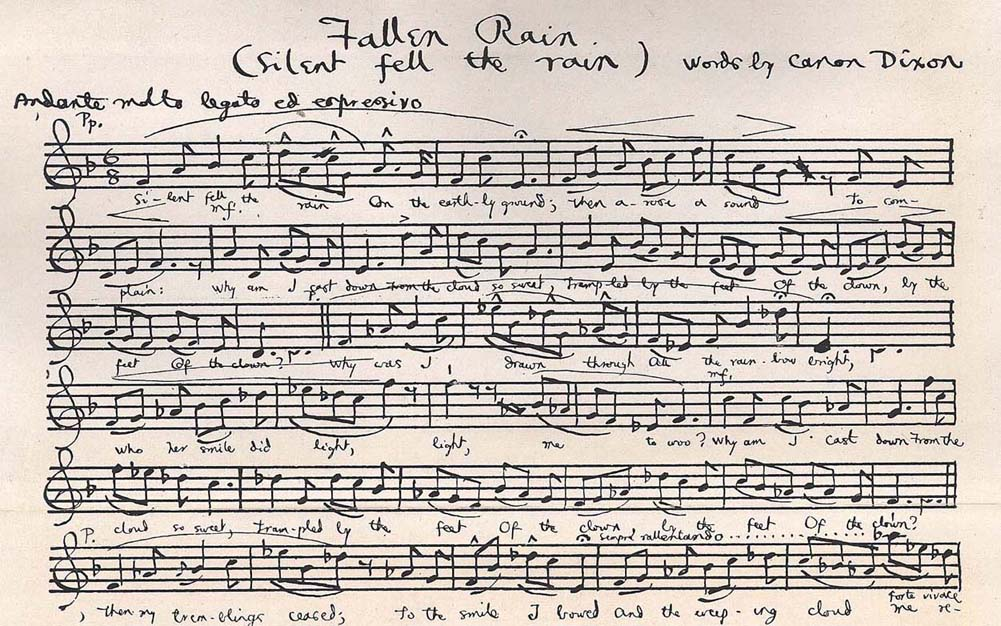
Manuscrito de una pieza musical, Fallen Rain (silent fell the rain), compuesta por Gerard Manley Hopkins y letra de su amigo Canon Dixon. Cortesía de François Nicolas, compositor francés.

Gerard Manley Hopkins también compuso algunas piezas musicales, pequeñas canciones en las que utilizó poemas propios o de algunos de sus amigos, como Canon Dixon y Robert Bridges. Algunas de las piezas musicales de Gerard Manley Hopkins son:
- Spring Odes 1 y Spring Odes 2.
- Ruffling Wind.
- Ode to Evening.
- Song.
- Spring and Fall (texto de G. Manley Hopkins).
- The Battle of the Baltic.
- Past like morning beam away.
- Fallen Rain (texto de Canon Dixon).
- Wayward Water.
- Hurrahing in Harvest.
- The Year.
- Morning Midday and Evening Sacrifice.

También sus poemas han servido como base para algunas canciones de importantes compositores del siglo XX, como los británicos Benjamin Britten, Michael Tippett, Grace Williams y Kenneth Leighton, el estadounidense Samuel Barber y el francés Jean Guillou, entre otros. Su aportación musical es muy marginal, ya que el «Grove Dictionary of Music and Musicians» no le dedica, pese a ser británico, ninguna entrada. Lamentablemente no existe ninguna grabación de Hopkins recitando o cantando sus versos.

## Asociaciones y festivales en recuerdo de G.M. Hopkins
Hoy en día se sigue viendo el peso que tiene Hopkins entre los amantes de la literatura (sobre todo en Irlanda y Reino Unido), siendo homenajeado y recordado a través de algunas asociaciones y festivales que llevan su nombre. He aquí un ejemplo:
- The Irish Hopkins Society: Se trata de una comunidad turística y cultural, la cual realiza The Gerard Manley Hopkins International Summer School (Escuela de verano internacional de Gerard Manley Hopkins). La asociación fue fundada en el año 1987 en Monasterivin, Irlanda, lugar en que Hopkins estuvo en numerosas ocasiones cuando fue de viaje a este país. Cada año se propone un tema para el evento, el cual tiene lugar en verano, normalmente en el mes de julio. Esta celebración consiste en hacer honor al poeta a través de las artes en las que él mismo estuvo interesado, como la poesía, la música, la pintura o la filosofía. Así, se realizan varios conciertos de música clásica y también de música tradicional irlandesa. Además se presentan exhibiciones de arte y se preparan lecturas de poesía y variadas tertulias.

En 2012 Kenneth Lonergan estrenó la aplaudidísima Margaret, cuyo título está sacado del nombre de la protagonista del poema "Primavera y Otoño".